# 巴巴萨海布·安贝德卡博士理工大学
巴巴薩海布·安贝德卡博士理工大學（英語：Dr. Babasaheb Ambedkar Technological University）属于单一的州立大學系統的其中一所 ，位于印度馬哈拉施特拉邦賴加德縣洛内雷村 。它于1989年根据1983年马哈拉施特拉邦政府的颁布的法案成立，现在是马哈拉施特拉邦政府通过特别的纪念比姆拉奥·拉姆吉·安贝德卡博士技术大学法案设立的法定国立技术大学。根据《马哈拉施特拉邦法案》，从2016年3月2日起，该大学被授予马哈拉施特拉邦“附属”大学的地位（2014年第29号） 。

## 校园
校园占地面积525英亩(2120,000平方米)，位于Lonere大学城，离NH-17(孟买-果阿国道)不远。它位于马哈德市以北约20公里处，曼加翁特希尔以南约10公里处，距离马拉拉国王查特拉帕蒂·希瓦吉·玛哈拉吉著名的莱加德堡垒约22公里。园区位于塔纳、贝拉普尔、名古屋、帕特加尔甘加、罗哈、马哈德等产业带附近。
瑞加德堡就在附近，如果天气晴朗，就可以看到。康康铁路上的Goregaon路火车站距Lonere约2公里。

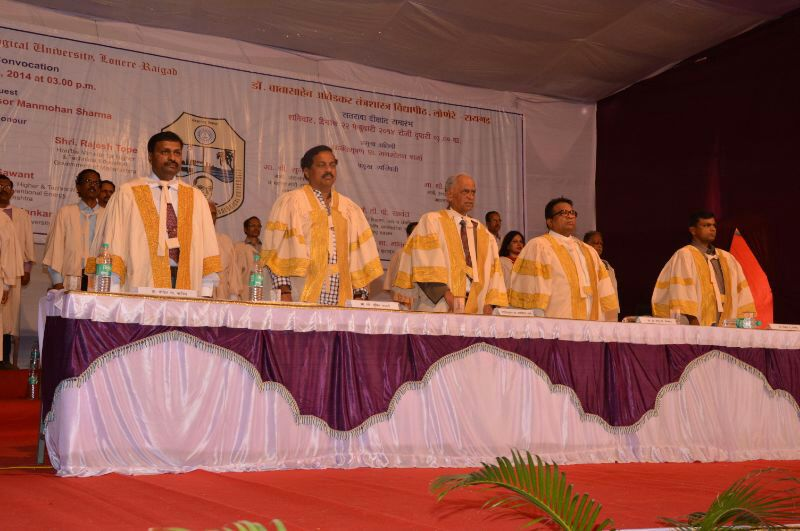
曼莫汉·沙玛博士在巴巴萨海布·安贝德卡博士理工大学第17届毕业典礼上的演讲

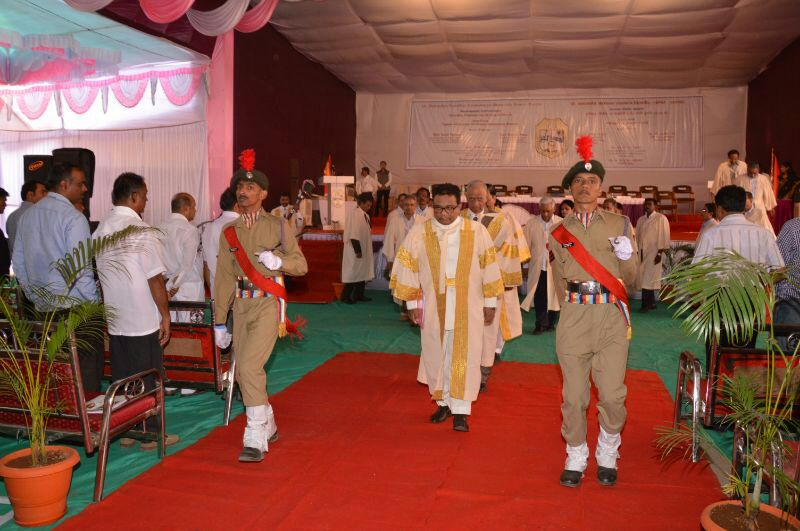
Vice-Chancellor R. B. Mankar

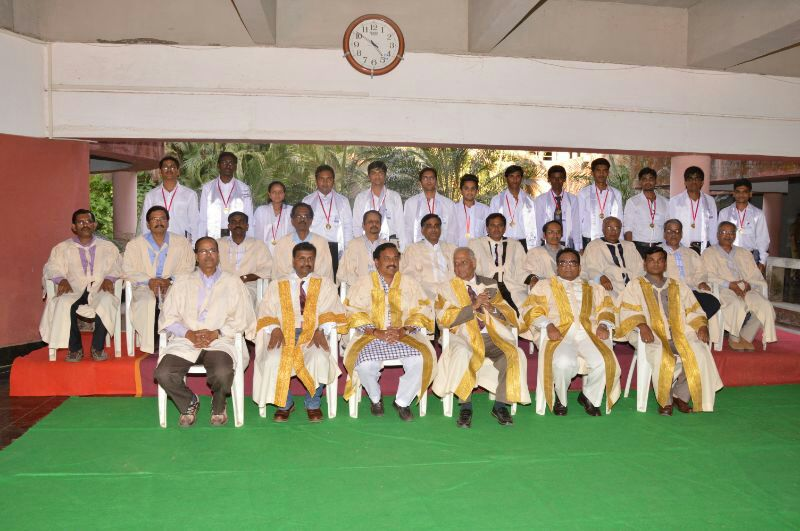
第十七届大会授予优异奖

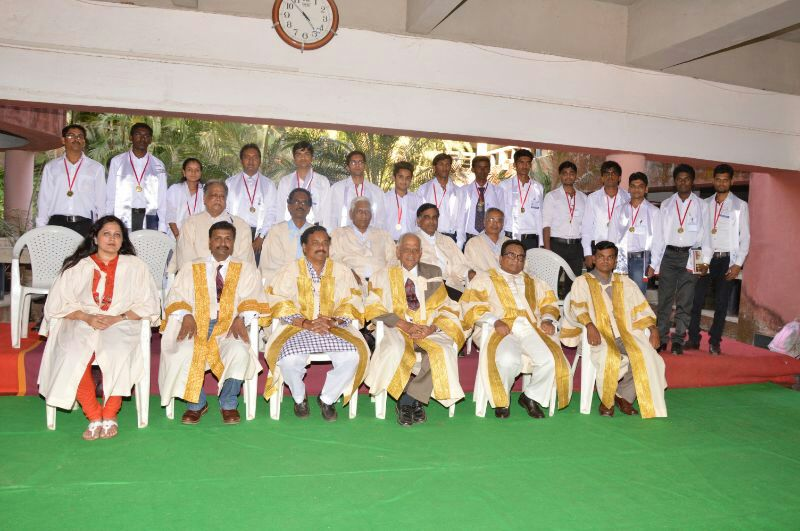
巴巴萨海布·安贝德卡博士理工大学举行博士第十七届会议